# Badme
Badme  (tigriña: ባድመ, árabe: بادم) es una ciudad en Eritrea y era el centro de una disputa territorial entre Eritrea y Etiopía. Eritrea, que considera Badme como parte de su zona de Gash-Barka, y Etiopía, que lo consideraba parte de su zona de Badme Mirabawi en la región de Tigray. Esta diferencia fue la base de la guerra entre Eritrea y Etiopía, que comenzó en 1998. En julio de 2018, Etiopía renuncia a la reclamación de esta ciudad, quedando así bajo soberanía de Eritrea.
Las fronteras de Etiopía y Eritrea siguieron una frontera definida por el Tratado etíope-italiano de 1902, que gobernaba a Eritrea como una colonia en ese momento. Sin embargo, la frontera cerca de Badme no fue claramente definida en el tratado, y desde que Eritrea se convirtió en una nación independiente en 1993, ambas naciones se disputan la frontera en dicha zona. La ciudad de Badme fue cedida por el TPLF (el predecesor del EPRDF, partido actualmente gobernante de Etiopía) para el EPLF (el predecesor de la organización gobernante PFDJ, Eritrea) en noviembre de 1977.
En 2000, Eritrea y Etiopía firmaron el Acuerdo de Argel, que remitió el conflicto fronterizo a una comisión de límites de La Haya. En el acuerdo de ambas partes convinieron en avanzar y cumplir la resolución de la Comisión de Fronteras. En 2002, la comisión se pronunció sobre el límite de la zona en disputa, poniendo Badme dentro del territorio de Eritrea, a pesar de que la mayoría de los habitantes de Badme se consideran ciudadanos de Etiopía.
El Sudan Tribune informó que durante enero de 2005, los habitantes de Badme se registrarón para votar en las elecciones de Etiopía prevista para mayo de ese año. Estos informes son refutados por los informes de que Etiopía trasladó a cientos de ciudadanos de Badme durante las audiencias de La Haya.
A pesar de que aceptaron inicialmente para cumplir con los términos del Acuerdo de Argel, Etiopía se negó a retirarse a la frontera establecida por la Comisión de Límites entre Eritrea y Etiopía y rechazó su decisión. Como resultado, miles de desplazados internos se mantuvieron en campos de refugiados.
Otras zonas en disputa a lo largo de la frontera entre Eritrea y Etiopía son Tsorona-Zalambessa y Bure.

## Demografía
La Agencia Central de Estadística de Etiopía en 2005 informó que esta ciudad tiene una población total estimada de 1.563 de los cuales 834 son hombres y 729 son mujeres.El gobierno etíope considera Badme como una de las cuatro ciudades de Tahtay woreda Adiyabo.
Según el censo nacional 1994 de Etiopía, su población total fue de 892 de los cuales 444 eran varones y 448 mujeres. Cifras de población de Eritrea todavía no se han encontrado.